# Let Them Eat Chaos
Let Them Eat Chaos — второй студийный альбом британского музыканта и поэта Кейя Темпеста. Он был выпущен 7 октября 2016 года и последовал за его дебютным альбомом Everybody Down, номинированным на премию Mercury Prize. Альбом рассказывает о семи людях, живущих на одной улице и никогда раньше не встречавшихся друг с другом. Но в 4:18 утра из-за шторма эти семь человек вынуждены покинуть свои дома и увидеть друг друга впервые.

## Отзывы
| Совокупная оценка | Совокупная оценка |
| Источник          | Оценка            |
| ----------------- | ----------------- |
| AnyDecentMusic?   | 7.9/10            |
| Metacritic        | 84/100            |
| Оценки критиков   |                   |
| Источник          | Оценка            |
| AllMusic          | [ 4 ]             |
| DIY               | [ 5 ]             |
| Financial Times   | [ 6 ]             |
| The Guardian      | [ 7 ]             |
| The Independent   | [ 8 ]             |
| Mojo              | [ 9 ]             |
| The Observer      | [ 1 ]             |
| Q                 | [ 10 ]            |
| The Times         | [ 11 ]            |
| Uncut             | 6/10              |

Альбом получил положительные отзывы музыкальной критики и интернет-изданий.
По данным агрегатора рецензий Metacritic, рейтинг диска Let Them Eat Chaos составляет 84 из 100, что означает «всеобщее признание»
Тимоти Монджер из AllMusic отметил что «Темпест в 4:18 утра предлагает яркий портрет человеческих слабостей и мирских потрясений, увиденных сквозь микрокосм безымянной улицы южного Лондона. Простота устной речи используется для достижения максимального эффекта, когда он начинает с широкоэкранного изображения, сначала показывая крупным планом наше Солнце, Солнечную систему и, наконец, Землю. Спокойный и мягкий издалека, объектив вскоре увеличивает географическую точку на фоне того, что вскоре изображается как зыбкий хаос города, и этим искусным вступлением Темпест бросает слушателя в гущу событий, запуская в движение взаимосвязанную группу повествований под быстрые биты продюсера Дэна Кэри и динамичный электронный фон. Персонажи Let Them Eat Chaos часто оказываются в ловушке обстоятельств или собственных недостатков, ищущих смысла, искупления или просто облегчения, и по состоянию на 4:18 утра являются единственными семью людьми, которые сейчас бодрствуют на своей улице. За два года с момента своего дебюта Темпест опубликовал не только новый сборник стихов, но и свой первый роман, а его мастерство повествования позволяет ему изображать масштабные идеи — джентрификацию, изменение климата, политические беспорядки — на небольшом холсте. 13 треков альбома Let Them Eat Chaos, наполовину прочитанных вслух, наполовину в рэпе, повествуют о внутренних и внешних путешествиях обитателей, покидающих свои личные миры, чтобы в конце концов обнаружить существование друг друга. Это, безусловно, захватывающее словесное произведение, но весомость аранжировок Кэри и удивительно искусное ведение Темпеста как конферансье создают нечто самобытное и основополагающее».

## Список композиций
| №   | Название                 | Длительность |
| --- | ------------------------ | ------------ |
| 1.  | «Picture a Vacuum»       | 2:47         |
| 2.  | «Lionmouth Door Knocker» | 2:44         |
| 3.  | «Ketamine for Breakfast» | 3:10         |
| 4.  | «Europe Is Lost»         | 5:31         |
| 5.  | «We Die»                 | 3:24         |
| 6.  | «Whoops»                 | 3:38         |
| 7.  | «Brews»                  | 0:47         |
| 8.  | «Don't Fall In»          | 2:50         |
| 9.  | «Pictures on a Screen»   | 5:05         |
| 10. | «Perfect Coffee»         | 5:31         |
| 11. | «Grubby»                 | 4:07         |
| 12. | «Breaks»                 | 2:42         |
| 13. | «Tunnel Vision»          | 5:15         |

## Чарты
| Чарт (2016)                          | Высшая позиция |
| ------------------------------------ | -------------- |
| Бельгия/Фландрия (Ultratop)          | 148            |
| Германия (Offizielle Top 100)        | 74             |
| Шотландия (Scottish Albums Chart)    | 34             |
| Швейцария (Schweizer Hitparade)      | 71             |
| Великобритания (UK Albums Chart)     | 28             |
| Великобритания (UK R&B Albums Chart) | 1              |